# Юнас Ульссон (футболіст, 1983)
Ю́нас У́льссон (швед. Jonas Olsson, нар. 10 березня 1983, Ландскруна, Швеція) — шведський футболіст, захисник англійського клубу «Вест-Бромвіч Альбіон» та національної збірної Швеції.

## Клубна кар'єра
У дорослому футболі дебютував 2002 року виступами за команду клубу «Ландскруна БоІС» з рідного міста, в якій провів два сезони, взявши участь у 56 матчах чемпіонату.
Своєю грою за цю команду привернув увагу представників тренерського штабу нідерландського клубу «Неймеген», до складу якого приєднався 2005 року. Відіграв за команду з Неймегена наступні три сезони своєї ігрової кар'єри. Більшість часу, проведеного у складі «Неймегена», був основним гравцем захисту команди. Обирався найкращим гравцем команди сезону 2006-07.
До складу клубу «Вест-Бромвіч Альбіон» приєднався 2008 року. Наразі встиг відіграти за клуб з Вест-Бромвіча понад 100 матчів в англійській Прем'єр-лізі.

## Виступи за збірні
Протягом 2003—2005 років залучався до складу молодіжної збірної Швеції. На молодіжному рівні зіграв у 19 офіційних матчах, забив один гол.
2010 року дебютував в офіційних матчах у складі національної збірної Швеції. Наразі провів у формі головної команди країни 5 офіційних зустрічей.

## Титули і досягнення
- Володар Кубка Швеції (1):

«Юргорден»: 2017-18